# Warmbad

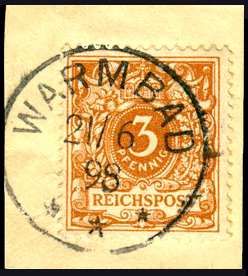
Postzegels voor Duitse Zuidwest-Afrika poststempel Warmbad 1898

Warmbad is een plaats (Engels: settlement area) in de regio ǁKaras in het uiterste zuiden van Namibië. De plaats telt circa 6.800 inwoners. Het dorp is rond 1760 ontstaan. Tussen 1805 en 1810 is hier door Christian en Abraham Albrecht een zendingspost gesticht. De zendingskerk uit 1810 herinnert hier nog aan. Tegenwoordig is de plaats een geliefde toeristenbestemming.
Van 1992 tot 1996 was Warmbad een village met een eigen lokaal bestuur (Engels: local authority).